# Carl Wilkens
Carl Wilkens (ur. 1958) – były pastor Kościoła Adwentystów Dnia Siódmego, wieloletni pracownik Adwentystycznej Organizacji Pomocy i Rozwoju. W 1978 roku przyjechał do Afryki na misje, gdzie spędził kilkanaście lat. W międzyczasie skończył MBA na Uniwersytecie w Baltimore. W czasie ludobójstwa w Rwandzie w 1994 roku, jako jedyny z 257 Amerykanów przebywających w Rwandzie nie wyjechał z kraju. New York Times nazwał go Raoulem Wallenbergiem Rwandy, ze względu na uratowanie wielu istnień ludzkich.